# Petra Martincová
Petra Martincová (* 29. září 1968, Luhačovice) je česká divadelní a filmová herečka.

## Život
Narodila se 29. září 1968 v Luhačovicích. Po maturitě vystudovala v roce 1992 Divadelní fakultu Akademie múzických umění v Praze. Později odjela studovat do zahraničí.
Po návratu do Česka působila v několika divadlech (Divadlo pod Palmovkou, Divadlo v Řeznické, Divadlo F. R. Čecha, Divadlo Metro, Východočeské divadlo v Pardubice).
Debut před kamerami zažila v roce 1992 v televizním seriálu Hříchy pro pátera Knoxe. Později si zahrála v seriálech Arabela se vrací aneb Rumburak králem Říše pohádek a Dobrá čtvrť.
Její nejvýznamnější role měla v trilogii Byl jednou jeden polda, kde si zahrála mladou policistku Boženku a Dagmaru ve filmu Jak ukrást Dagmaru. Dále se objevila ve filmech Crackerjack 2 a Starfire Mutiny. V roce 2023 si zahrála v komedii Můžem i s mužem.
Menší roli si po letech zahrála v kriminálním seriálu Policie Modrava.
Po nedobrovolném odchodu z herecké branže začala pracovat v Rakousku v oblasti hotelnictví a turismu. Rovněž se začala věnovat překladům.

## Filmografie

### Filmy
- Byl jednou jeden polda (1995)
- Crackerjack 2 (1997)
- Byl jednou jeden polda II - Major Maisner opět zasahuje! (1997)
- Byl jednou jeden polda III – Major Maisner a tančící drak (1999)
- Jak ukrást Dagmaru (2001)
- Den dobrých skutků (2001)
- Starfire Mutiny (2002)
- Můžem i s mužem (2023)

### Televize
- Hříchy pro pátera Knoxe (1992)
- Uctivá poklona, pane Kohn (1993)
- Arabela se vrací aneb Rumburak králem Říše pohádek (1993)
- Zdivočelá země (1997)
- Dobrá čtvrť (2005)
- Policie Modrava (2022)

## Osobní život
Je vdaná za českého režiséra Jaroslava Soukupa. Děti spolu ale nemají.